# Snudebiller
Snudebiller (Curculionidae) er en familie af biller. Familien rummer over 50.000 arter. Tidligere blev familien betragtet som den største familie inden for dyreriget, men er nu blevet overhalet af familierne rovbiller (Staphylinidae) og snyltehvepse (Ichneumonidae). I Danmark findes over 450 arter af snudebiller.
Snudebillerne er kendetegnede ved deres lange snuder, heraf navnet. Snudebillerne er derudover meget forskellige af udseende og kan nå længder på mellem 1 og 40 mm. Billerne er næsten udelukkende planteædere.